# Kim Kyung-soon
Kim Kyung-Soon (10 de dezembro de 1965) é uma ex-handebolista sul-coreana campeã olímpica.
Fez parte da geração de ouro sul-coreana, medalha de ouro, em Seul 1988.